# 老牛坡遗址
老牛坡遗址坐落于中华人民共和国陕西省西安市灞桥区洪庆街道办事处燎原村。是一处主体为商文化堆积，並兼以仰韶文化、陝西龍山文化及東龍山文化老牛坡類型的大型古遗址，西距离西安市中心城区20公里左右，地势东高西低，主要分布在唐家河、老牛坡、许家寺、袁家崖四个灞河北岸的自然村落，总面积大约100万平方米。先后历经1986年春季、1986年秋至1987年春、2010年11月等多次发掘。
2001年6月25日，老牛坡遗址被列为第五批全国重点文物保护单位名录。2011年1月22日被列为2010陕西考古八大事件之一。

## 发掘历史
1985年夏季与冬季，西北大学历史系考古专业研究生针对老牛坡遗址进行了调查与试发掘。翌年春季，西北大学历史系1983级考古班级学生又针对老牛坡遗址进行了大面积的发掘:44。同年秋季至1987年春季，西北大学历史系考古专业再一次针对老牛坡遗址进行了两次较为全面的钻探与发掘:43。2010年11月，经国家文物局获批，陕西省考古研究院专业人员对老牛坡遗址发现的夏商文化遗址进行了考古发掘:17，此次考古发掘是目前为止发现的最西端的夏文化遗存，标志夏朝的势力范围已经达到了关中地区中部。

## 发掘文物

### 总结
1986年春季，西北大学历史系八三级考古专业学生针对老牛坡遗址进行了大规模发掘，此次发掘主要在当时的洪庆乡（今洪庆街道）半截沟村北部进行，共清理商代墓葬38座、车马坑1座、马坑1座、商代灰坑21个以及4座龙山时期的墓葬和1座唐墓:44。
自1986年春季发掘之后，1986年秋—1987年春，西北大学历史系考古专业又针对老牛坡遗址进行了两次较为全面的钻探与发掘，此次发掘共发掘出6座房屋建筑基址、4座陶窑、29个大小不等的灰坑、13座墓葬，总发掘面积达900余平方米。发掘工作重点放在遗址Ⅰ区进行，在Ⅱ、Ⅲ区也同样进行了部分发掘工作:43。
2010年11月，经国家文物局批准，陕西省考古研究院专业人员针对老牛坡遗址发现的夏商文化遗址进行了考古发掘，发掘面积达5800平方米。此次发掘的重要成果包括3座保存较为完好的夏代墓葬:17，其中共出土8件器物、13件陶器:19与5件石器:21。

## 分布特征
经研究，老牛坡遗址有较大可能属于商诸侯国崇国。老牛坡遗址不仅出土了诸多青铜器与陶器，还发现了贵族墓地、冶铜遗址、制陶窑址、大型建也筑遗址。其文化时间延续较长，从二里冈下层直至商朝末期，并且老牛坡商文化与中原商文化有极大的渊源关系与统一性，说明其为商王直接控制的诸侯国属地:47。